# 軍司貞則
軍司 貞則（ぐんじ さだのり、1948年（昭和23年）3月5日 - ）は、日本のノンフィクション作家。NPO法人NIPPON生涯いきいきメガパフォーマンス協会総合プロデューサー。

## 来歴
明治大学文学部卒業。1977年渡欧、ウィーン大学で学ぶかたわら、ヨーロッパ全域を取材する。1979年帰国し、ノンフィクション作家として、政治・経済から食糧・教育問題まで、幅広いジャンルの作品を発表する。特にスポーツとマグロ問題に詳しい。
1982年『滅びのチター師』で扇谷正造の推薦を受けて大宅壮一ノンフィクション賞の受賞がほぼ決まったが、選考会に扇谷が欠席したため受賞作なしになったという（本人記『週刊朝日』2010年2月9日号）
1980年、社会人野球のクラブチーム・WIEN BASEBALL CLUBの立ち上げに携わる。監督を務めたが1993年冬に退団し、数名の選手と東京都にクラブチーム・WIEN'94を設立。その後はWIEN'Zに改称されたが監督は退き、解散した。
2007年から2012年にかけて、放送倫理機構の放送と青少年に関する委員会委員を務めた。

## 親族
横浜DeNAベイスターズに在籍し、神奈川フューチャードリームスの球団アドバイザー兼コーチを務める荒波翔は、甥。

## 著書
- 『もうひとつの野球 ヨーロッパ球界地図』ベースボール・マガジン社、1980年7月。NDLJP:12172455。 のち集英社文庫。
- 『原辰徳 おやじと息子の二十三年』文藝春秋、1981年7月。
- 『滅びのチター師 「第三の男」とアントン・カラス』文藝春秋、1982年4月。 のち文庫。
- 『落ちこぼれの甲子園 横浜高校野球部の奇跡』講談社、1982年7月。NDLJP:12172719。 のち集英社文庫。
- 『十万人のふたり 原辰徳と津末英明』講談社、1984年8月。
- 『「日本株式会社」を育てた男 アントワープのサムライ商人』文藝春秋、1985年6月。NDLJP:12196864。 のち集英社文庫。
- 『あばよ!ロックンロール』講談社、1986年10月。NDLJP:12055746。
- 『翔べ、バルセロナへ 野球を五輪競技にした男たち』集英社、1987年7月。NDLJP:12148274。 のち文庫。
- 『空飛ぶマグロ 海のダイヤを追え!』講談社、1991年6月。 のち文庫
- 『日本人の忘れもの 愛されない日比混血児たち』文藝春秋、1991年2月。のち『ジャピーノ―忘れられた日比混血児』講談社文庫。
- 『ナベプロ帝国の興亡 Star dust』文藝春秋、1992年3月。 のち文庫。
- 『オフト革命 勝つための人材と組織をどう作るか』祥伝社、1993年10月。
- 『わたしの海遊び 湘南発自然派宣言』マガジンハウス、1994年3月。
- 『ジャポニカ・ゲーム コメ、新時代へ』小学館、1994年4月。
- 『長嶋さんの秘密 “超常識人"の夢と闘い』ソニー・マガジンズ、1995年4月。のち文春文庫。
- 『本田宗一郎の真実 神話になった男の知られざる生涯』講談社、 1995年1月。のち文庫。
- 『大伏流＝永田町への反逆者たち』小学館、1996年5月。
- 『踊れ! 「Yosakoiソーラン祭り」の青春』文藝春秋、1996年5月。のち扶桑社文庫。
- 『魚味絶賛 うまい魚はここにいる!』小学館、1997年12月。
- 『22人のカリスマ ラジオパーソナリティ』扶桑社、1998年5月。
- 『学校再生 荒れ放題の「稚内南中学」を甦らせた教師たちの奮戦物語』小学館、1999年1月。
- 『おお、明治 白雲なびく-校歌誕生物語 40万人のidentity』 駿台倶楽部・広済堂出版、2000年10月。
- 『麻薬脱出 250万依存者の生と死の闘い』小学館、2001年3月。
- 『ブラインドセーリング 失明からの復活戦!ヨットに賭ける』主婦と生活社、2003年9月。
- 『マグロ戦争』アスコム、2007年3月。のち『「マグロ争奪戦」の舞台裏』ちくま文庫。
- 『高校野球「裏」ビジネス』ちくま新書、2008年3月。

### 共著
- NIPPON生涯いきいきメガパフォーマンス協会共著『壊して創る メガパフォーマンスをあなたに』小学館スクウェア、2004年2月。

## 出演番組
- ニュースステーション（テレビ朝日）
- ビートたけしのTVタックル（テレビ朝日）
- ビッグトゥデイ（フジテレビ）
- ジャスト（TBS）
- スーパーワイド(TBS)